# Rund um den Henninger-Turm 2002
Il Rund um den Henninger-Turm 2002, quarantunesima edizione della corsa, si svolse il 1º maggio su un percorso di 206 km, con partenza e arrivo a Francoforte sul Meno. Fu vinto dal tedesco Erik Zabel della Team Telekom davanti al belga Jo Planckaert e al russo Sergej Ivanov.

## Ordine d'arrivo (Top 10)
| Pos. | Corridore           | Squadra          | Tempo    |
| ---- | ------------------- | ---------------- | -------- |
| 1    | Erik Zabel          | Team Telekom     | 5h00'17" |
| 2    | Jo Planckaert       | Cofidis          | s.t.     |
| 3    | Sergej Ivanov       | Fassa Bortolo    | s.t.     |
| 4    | Óscar Freire        | Mapei-Quick Step | s.t.     |
| 5    | Alessandro Petacchi | Fassa Bortolo    | s.t.     |
| 6    | Davide Rebellin     | Gerolsteiner     | s.t.     |
| 7    | Kurt-Asle Arvesen   | EDS-Fakta        | s.t.     |
| 8    | Marcus Ljungqvist   | EDS-Fakta        | s.t.     |
| 9    | Dmitrij Konyšev     | Fassa Bortolo    | s.t.     |
| 10   | Marc Lotz           | Rabobank         | s.t.     |